# Himopolynema haflongum
Himopolynema haflongum är en stekelart som beskrevs av Hayat och Singh 2003. Himopolynema haflongum ingår i släktet Himopolynema och familjen dvärgsteklar. Inga underarter finns listade i Catalogue of Life.